# 多帶後鰭花鰍
多帶後鰭花鰍（學名：Niwaella multifasciata）為輻鰭魚綱鯉形目鰍科的其中一種，為溫帶淡水魚，分布於亞洲韓國淡水流域，體長可達15公分，棲息在底層水域，生活習性不明。

## 扩展阅读
維基物種上的相關：多帶後鰭花鰍